# Valeriana saxatilis
Valeriana saxatilis es una especie de planta fanerógama perteneciente a la antigua familia Valerianaceae, ahora subfamilia Valerianoideae. Es originaria de Austria.

## Descripción
Son las hierbas perennes (hemicriptofitas ). Con los tallos ramificados la inflorescencia alcanza de 5 a 30 cm de alto. Las hojas basales son ampliamente ovales a espátuladas. A menudo, al lado de la nervadura central dos nervios laterales se ven corriendo en arco hacia adelante. En contraste con las similares Valeriana montana tiene a lo sumo un par de hojas del tallo. Estos son mucho más pequeñas que las hojas basales y lineales. Las flores de  1-2 mm de largo, generalmente de color blanco, a veces de color ligeramente rosado están en panículas. Estas son menos floríferas y no suelen presentarse en forma de paraguas como la mayoría de los otros tipos de valerianas.

## Taxonomía
Valeriana saxatilis fue descrita por (L.) Georgi ex Vill. y publicado en Sp. Pl. 33 1753.
Etimología
Valeriana: nombre genérico derivado del latín medieval ya sea en referencia a los nombres de Valerio (que era un nombre bastante común en Roma, Publio Valerio Publícola es el nombre de un cónsul en los primeros años de la República), o a la provincia de Valeria, una provincia del imperio romano,  o con la palabra valere, "para estar sano y fuerte" de su uso en la medicina popular para el tratamiento del nerviosismo y la histeria.
saxatilis: epíteto latino que significa "que crece entre las rocas".